# Mokomokai

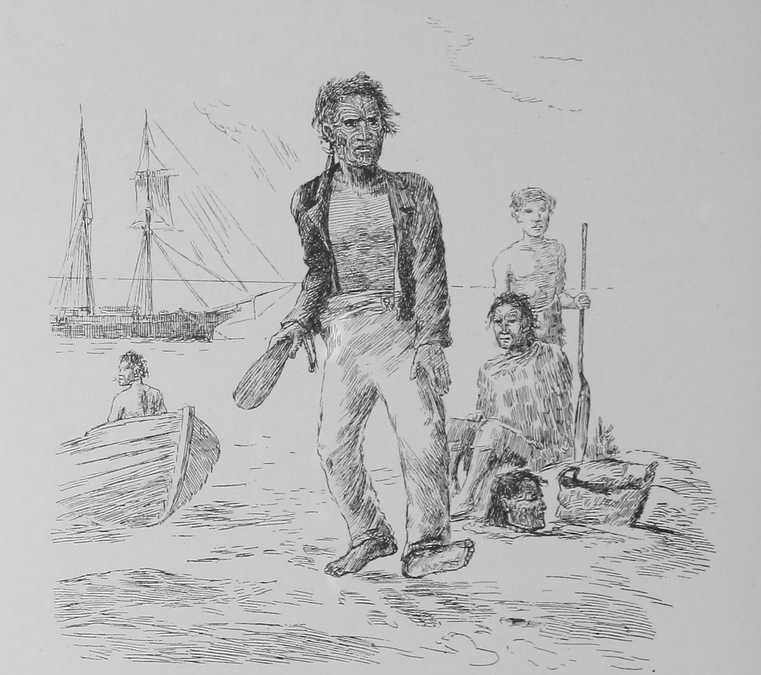
„Feilschen um einen Kopf an der Küste, der Häuptling treibt den Preis hoch“
Skizze von Horatio Gordon Robley

Mokomokai (auch Toi Moko genannt) sind konservierte Köpfe von Māori, den Ureinwohnern Neuseelands, deren Gesichter mit Tā-moko-Tätowierungen verziert wurden. Sie waren während der Musketenkriege des frühen 19. Jahrhunderts wertvolle Handelsware.

## Moko
Moko-Gesichtstattoos waren eine Tradition der Kultur der Māori, bis sie Mitte des 19. Jahrhunderts zu verschwinden begannen. In der voreuropäischen Zeit zeigten sie einen hohen sozialen Rang an. Normalerweise trugen nur Männer das gesamte Gesicht bedeckende Moko, während hochrangige Frauen oft Tätowierungen an Lippen und Kinn hatten.
Moko zeigten Übergangsriten für Personen im Häuptlingsrang sowie wichtige Ereignisse ihres Lebens. Jedes Moko war einzigartig und enthielt Informationen über den Rang einer Person, den Stamm, die Abstammung, Beschäftigung und Heldentaten. Moko waren in der Anfertigung teuer und aufwändigere Mokos gewöhnlich auf Häuptlinge und hochrangige Krieger beschränkt. Darüber hinaus waren Maori, die Moko entwarfen und anfertigten, ebenso die wie Moko selbst von Tabu und Protokoll umgeben.
Seit der Mitte des 20. Jahrhunderts wurde die Tradition wiederbelebt. 

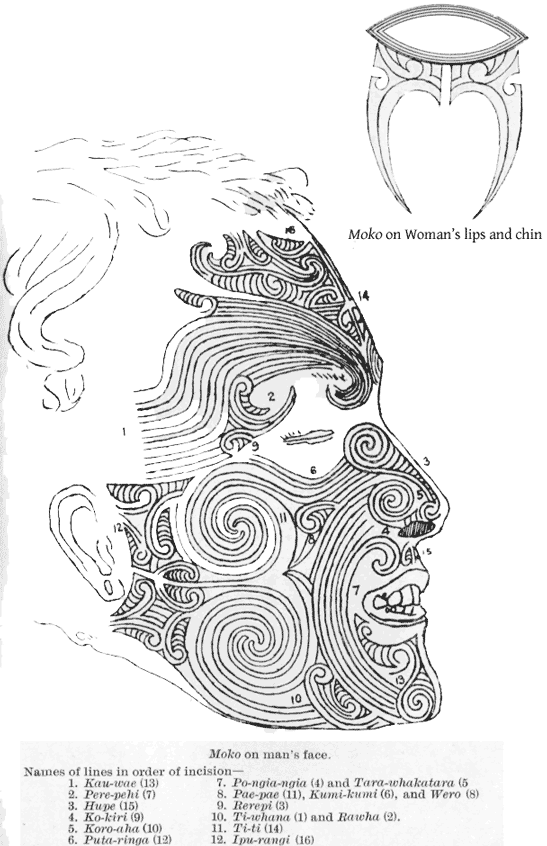
Zeichnung eines Moko

## Mokomokai
Wenn jemand mit Moko starb, wurde der Kopf oft konserviert. Gehirn und Augen wurden entfernt, alle Öffnungen mit Kauriharz und Fasern von Neuseelandflachs verschlossen. Der Kopf wurde in einem Ofen gekocht oder gedämpft, danach über offenem Feuer geräuchert und mehrere Tage in der Sonne getrocknet. Anschließend wurde er mit Haiöl behandelt. So präparierte Köpfe – Mokomokai – wurden von den Familien in mit Schnitzereien verzierten Kästen aufbewahrt und nur für religiöse Zeremonien hervorgeholt.
Die Köpfe von in der Schlacht getöteten feindlichen Häuptlingen wurden ebenfalls konserviert. Diese Mokomokai wurden als Kriegstrophäen angesehen, in den Marae ausgestellt und verspottet. Sie waren jedoch bei diplomatischen Verhandlungen zwischen verfeindeten Stämmen wichtig. Rückgabe und Austausch von Mokomokai waren eine wichtige Grundvoraussetzung für einen Friedensschluss.

## Musketenkriege
Im frühen 19. Jahrhundert bekamen Stämme, die mit den europäischen Seeleuten, Händlern und Siedlern Kontakt hatten, Zugang zu Feuerwaffen, die ihnen einen militärischen Vorteil über ihre Nachbarn verschafften. Da die anderen Stämme nun auch gezwungen waren, sich Feuerwaffen zu beschaffen – und sei es zur Selbstverteidigung – kam es zu den Musketenkriegen. In dieser Zeit sozialer Instabilität wurden Mokomokai zur Handelsware, die als Kuriositäten, Kunstwerk oder Museumsstücke in Europa und Amerika hohe Preise erzielten und gegen Feuerwaffen und Munition getauscht werden konnten.
Die hohe Nachfrage nach Feuerwaffen veranlasste Stämme dazu, durch Überfälle auf Nachbarn Köpfe für den Verkauf zu beschaffen. Sie tätowierten auch Sklaven und Gefangene (wenn auch mit bedeutungslosen Motiven und nicht traditionellen Moko), um lieferfähig zu sein. Der Höhepunkt des Handels mit Moko lag zwischen 1820 und 1831. 1831 verbot der Gouverneur von New South Wales die Ausfuhr aus Neuseeland. Gleichzeitig nahm in den 1830er Jahren wegen Marktsättigung die Nachfrage nach Feuerwaffen ab. Als 1840 der Vertrag von Waitangi unterzeichnet und Neuseeland britische Kolonie wurde, hatte der Export nahezu aufgehört, und Moko wurden in der Gesellschaft der Māori weniger üblich. Einen gelegentlichen Handel im kleineren Maßstab gab in späteren Jahren jedoch weiter.

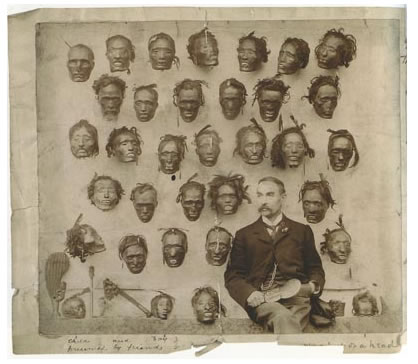
H. G. Robley mit seiner Mokomokai-Sammlung

## Die Robley-Sammlung
Horatio Gordon Robley war ein britischer Offizier und Künstler, der während der Neuseelandkriege der 1860er Jahre in Neuseeland diente. Er war an Ethnologie interessiert und von der Kunst des Tätowierens fasziniert. Er war ein talentierter Illustrator und schrieb das 1896 veröffentlichte Werk über Moko Moko; or Maori Tattooing. Nach seiner Rückkehr nach England baute er eine Sammlung von 35–40 Mokomokai auf, die er später der neuseeländischen Regierung zum Kauf anbot. Als diese ablehnte, erwarb das American Museum of Natural History den größten Teil der Sammlung.

## Repatriierung
Seit dem Beginn des 21. Jahrhunderts gibt es Bemühungen, die Hunderte in der ganzen Welt in Museen und Privatbesitz befindlichen Mokomokai nach Neuseeland zurückzuführen. Dort sollen sie ihren Angehörigen zurückgegeben oder im Museum of New Zealand aufbewahrt, aber nicht ausgestellt werden. Diese Kampagne hatte bislang schon einigen Erfolg.